# Kremnica
Kremnica (Hongaars: Körmöcbánya, Duits: Kremnitz, Latijn: Cremnicium) is een Slowaakse gemeente in de regio Banská Bystrica. Ze maakt deel uit van het district Žiar nad Hronom en ligt aan de rivier Hron. De stad telt 5425 inwoners.

## Geschiedenis
Ingevolge de ontdekking van goud werd Kremnica in de middeleeuwen gesticht als mijnbouwstadje. De bevolking bestond in hoofdzaak uit Duitse mijnwerkers. Tot aan de Tweede Wereldoorlog zouden de Duitstaligen in de omgeving de grootste bevolkingsgroep vormen. De goudontginning bleef zeer belangrijk tot het einde van de achttiende eeuw. Daarna werd het steeds minder en in 1970 werd de goudwinning gestaakt. 

## Bezienswaardigheden
In Kremnica bevindt zich het oudste nog in werking zijnde munthuis ter wereld: Mincovňa Kremnica. Eeuwenlang werden er dukaten geslagen. In de twintigste eeuw produceerde men er Tsjecho-Slowaakse en Slowaakse kronen en heden ten dage euro's. In totaal worden hier munten voor een 60-tal landen vervaardigd. Het munthuis beschikt over een eigen museum, ondergebracht in het historische muntgebouw.
In het eeuwenoude stadscentrum bevinden zich verder nog een slot, een paar gotische kerken en een monumentale barokke pestzuil.
Bartošova Lehôtka · Bzenica · Dolná Trnávka · Dolná Ves · Dolná Ždaňa · Hliník nad Hronom · Horná Ves · Horná Ždaňa · Hronská Dúbrava · Ihráč · Janova Lehota · Jastrabá · Kopernica · Kosorín · Krahule · Kremnica · Kremnické Bane · Kunešov · Ladomerská Vieska · Lehôtka pod Brehmi · Lovča · Lovčica-Trubín · Lúčky · Lutila · Nevoľné · Pitelová · Prestavlky · Prochot · Repište · Sklené Teplice · Slaská · Stará Kremnička · Trnavá Hora · Vyhne · Žiar nad Hronom